# Rymosia dietrichi
Rymosia dietrichi är en tvåvingeart som beskrevs av Shaw 1951. Rymosia dietrichi ingår i släktet Rymosia och familjen svampmyggor.
Artens utbredningsområde är Washington. Inga underarter finns listade i Catalogue of Life.